# Castiglione d'Orcia
Castiglione d'Orcia est une commune de la province de Sienne en Toscane (Italie) comptant 2276 habitants.
Situé au centre du Val d'Orcia, le village se trouve à courte distance de la via Cassia, perché sur une colline du versant nord de l'Amiata. Il comprend les bourgs médiévaux de Rocca d'Orcia, Campiglia d'Orcia, Vivo d'Orcia et Ripa d'Orcia, ainsi que le centre thermal de Bagni San Filippo (en).

## Géographie
- Classification sismique : zone 3
- Classification climatique : zone E
- Coefficient atmosphérique : élevé

## Histoire
Castiglione d'Orcia est connue depuis 714, lorsque ce qui constitue aujourd'hui son centre historique était probablement un fief des Aldobrandeschi sous le nom de Petra.
En 1252, elle devient une commune libre mais cette indépendance ne durera pas plus d'un siècle. En 1274, elle est incluse dans le comté de Santa Fiora lors du partage des possessions entre les deux branches de la famille. Au XIVe siècle, elle est déjà sous le contrôle de Sienne, qui la cède ensuite à de puissantes familles contre espèces sonnantes et trébuchantes, comme les Piccolomini, puis les Salimbeni, qui ne se priveront pas d'utiliser Castiglione comme l'une des bases dans leur révolte contre le pouvoir siennois.
Par la suite, Castiglione passa sous la domination de Florence, qui, en 1605, la confie à la famille noble bolonaise des Riario.
Castiglione d'Orcia fait partie du Parc artistique, naturel et culturel du Val d'Orcia, classé au Patrimoine de l'Humanité de l'UNESCO depuis 2004.

## Économie
- Le frazione Bagni San Filippo (en) est réputé pour ses établissements thermaux public[2] et privé[3].

## Architecture
- Au cœur du village se trouve la piazza Vecchietta, dédiée au peintre siennois Lorenzo di Pietro (1412-1480), dit "Vecchietta", dont on pensait jusqu'en 1970 qu'il était originaire de Castiglione d'Orcia. La place, légèrement en pente et pavée de pierres brutes, comporte en son centre un puits en travertin du XVIe siècle. Il fait face au palais de la mairie, à l'intérieur duquel est conservée une fresque de l'école siennoise (Madone à l'enfant et deux saints) provenant de Rocca d'Orcia.La Rocca di Tentennano de la frazione Rocca d'Orcia

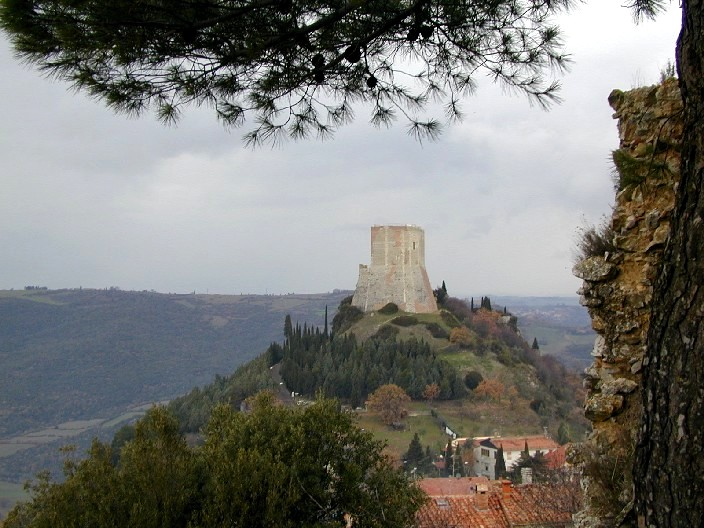
La Rocca di Tentennano de la frazione Rocca d'Orcia

- Surplombant la vallée de l'Orcia, la forteresse de Tentennano ou Rocca di Tentennano est posée au sommet d'une colline calcaire et veille sur le petit bourg médiéval de Rocca d'Orcia, site stratégique pour les sentinelles qui surveillaient la vallée entre le IXe et le XIVe siècle. Elle sera le théâtre d'un violent conflit entre les Salimbeni et la république de Sienne, qui parvient à la récupérer en 1408. Deux siècles plus tard, la Rocca est de nouveau au cœur de l'opposition entre Siennois et Florentins. Relevons que dans les deux batailles, la Rocca ne sera conquise que grâce à la trahison des forces qui la défendent. Elle appartient à la commune de Castiglione d'Orcia depuis 1777.

## Administration
| Période      | Période  | Identité      | Étiquette       | Qualité |
| ------------ | -------- | ------------- | --------------- | ------- |
| 14 juin 2004 | En cours | Fabio Savelli | Centro-Sinistra |         |

### Hameaux
Bagni San Filippo (en), Belvedere, Campiglia d'Orcia, Masse, Montamiata, Montieri, Osteria Gallina, Poggio Rosa, Pietrineri, Ripa, Rocca d'Orcia, Vivo d'Orcia

### Communes limitrophes
Abbadia San Salvatore, Castel del Piano, Montalcino, Pienza, Radicofani, San Quirico d'Orcia, Seggiano.
Castiglione d'Orcia fait partie du Parc artistique, naturel et culturel de la Vallée de l'Orcia, classé au Patrimoine de l'Humanité de l'UNESCO depuis 2004.

### Évolution démographique
Habitants recensés